# Riksmötet 2020/2021
Riksmötet 2020/2021 var Sveriges riksdags verksamhetsår 2020–2021. Det påbörjades vid riksmötets öppnande den 8 september 2020 och avslutades den 14 september 2021 i samband med att Riksmötet 2021/2022 inleddes.

## Händelser och beslut i urval

### Arbetsformer under coronapandemin

Ett diagram över riksdagen med 55 ledamöter.

Med anledning av den pandemi som bröt ut i början av 2020 enades riksdagspartiernas gruppledare den 16 mars 2020 om en frivillig överenskommelse att begränsa antalet ledamöter som deltar vid beslut i riksdagens kammare till 55. Antalet ledamöter fördelades så att varken partiernas proportionella andel av mandaten eller majoritetsförhållandena i riksdagen påverkades. Åtgärden kan jämföras med det kvittningssystem som normalt tillämpas i riksdagen. Då riksdagsledamöternas rätt att delta i riksdagens arbete är lagstadgad bygger åtgärden helt på frivillig medverkan från partierna och riksdagsledamöterna.
Till en början var åtgärden tänkt att gälla två veckor i taget, men med undantag för riksdagens högtidliga öppnande i september 2020 kom den att gälla hela kalenderåret 2020 och fortsätter att gälla våren 2021. Parallellt med åtgärderna i kammaren har utskottens arbete och riksdagsbibliotekets verksamhet anpassats. Sedan riksmötet 2019/2020 har riksdagen också införde så kallad fri sittning i kammaren. 
Riksdagspartiernas gruppledare beslutade den 6 september 2021 i samråd med riksdagens talman att efter riksmötets öppnande den 14 september återgå till normala arbetsformer i riksdagen med möjlighet för samtliga 349 riksdagsledamöter att delta i voteringar.

### Debatter
Flertalet debatter i kammaren gäller de ärenden som riksdagen ska besluta om, så kallade ärendedebatter. Därutöver arrangeras interpellationsdebatter, budgetdebatter med anledning av regeringens budgetproposition och den ekonomiska vårpropositionen, en årlig utrikespolitisk debatt när regeringens utrikespolitiska deklaration avges samt fyra årliga partiledardebatter varav tre är allmänpolitiska och en EU-politisk. Slutligen anordnas också så kallade särskilda debatter. En särskild debatt behöver inte ha anknytning till ett visst ärende som ska avgöras i riksdagen, utan kan vara mer allmänt hållen och syftar till att klargöra regeringens och partiernas linjer. Tidigare har särskild debatt kallats för aktuell debatt, då de ofta anknyter till ett dagsaktuellt ämne. Det är talmannen som beslutar om och när en särskild debatt ska anordnas, efter samråd med gruppledarna.
Nedan presenteras ett urval av debatterna under Riksmötet 2020/2021. Referensen innehåller länk till det riksdagsprotokoll där debatten finns dokumenterad, vanligtvis så väl i skrift som med rörlig bild.
| Typ av debatt          | Ämne                                                       | Datum      | Anledning | Referens |
| ---------------------- | ---------------------------------------------------------- | ---------- | --- | -------- |
| Partiledardebatt       | Allmänpolitisk                                             | 2020-09-09 | En av fyra årliga partiledardebatter. Hålls med anledning av regeringsförklaringen.                                                                            | [ 12 ]   |
| Särskild debatt        | Organiserad gängkriminalitet                               | 2020-09-16 | Begärd av Liberalerna. | [ 13 ]   |
| Budgetdebatt           | Statsbudgeten för 2021                                     | 2020-09-21 | Med anledning av regeringens budgetproposition för 2021 till riksdagen.                                                                                        | [ 14 ]   |
| Särskild debatt        | Ny bankläcka, skatteflykt och penningtvätt                 | 2020-10-16 | Begärd av Vänsterpartiet. | [ 15 ]   |
| Särskild debatt        | Kriminalvårdens stabsläge och kapacitet                    | 2020-11-10 | Begärd av Sverigedemokraterna. | [ 16 ]   |
| Partiledardebatt       | EU-politisk                                                | 2020-11-18 | En av fyra årliga partiledardebatter. Inställd med hänvisning till pågående pandemi.                                                                           | [ 17 ]   |
| Partiledardebatt       | Allmänpolitisk                                             | 2021-01-13 | En av fyra årliga partiledardebatter. | [ 18 ]   |
| EU-politisk debatt     | EU-politisk                                                | 2021-01-20 | Efter beslut av talmannen. Ersätter den partiledardebatt som skulle ha hållits den 18 november 2020, men som ställdes in med hänvisning till pågående pandemi. | [ 19 ]   |
| Utrikespolitisk debatt | Sveriges utrikespolitik                                    | 2021-02-24 | Med anledning av regeringens utrikesdeklaration 2021. | [ 20 ]   |
| Särskild debatt        | Sveriges elförsörjning                                     | 2021-03-05 | Begärd av Sverigedemokraterna. | [ 21 ]   |
| Särskild debatt        | Gränshinder inom Norden och situationen i gränsregionerna  | 2021-03-16 | Begärd av samtliga riksdagsgrupper. | [ 22 ]   |
| Budgetdebatt           | Statsbudgeten för 2022                                     | 2021-04-15 | Med anledning av regeringens ekonomiska vårproposition. | [ 23 ]   |
| Särskild debatt        | Utbetalning av krisstöd till företag                       | 2021-04-30 | Begärd av Moderaterna. | [ 24 ]   |
| Särskild debatt        | Det grova och dödliga våldet mot kvinnor i nära relationer | 2021-05-06 | Begärd av Liberalerna. | [ 25 ]   |
| Särskild debatt        | Händelseutvecklingen i Ryssland                            | 2021-05-28 | Begärd av Moderaterna. | [ 26 ]   |
| Partiledardebatt       | Allmänpolitisk                                             | 2021-06-09 | En av fyra årliga partiledardebatter. | [ 27 ]   |
| Särskild debatt        | Konflikten i Mellanöstern                                  | 2021-06-23 | Begärd av Sverigedemokraterna och Kristdemokraterna. | [ 28 ]   |
| Särskild debatt        | Klimatläget efter IPCC:s nya rapport                       | 2021-09-08 | Begärd av Miljöpartiet. | [ 29 ]   |
| Särskild debatt        | Händelseutvecklingen i Afghanistan                         | 2021-09-13 | Begärd av Moderaterna och Centerpartiet. | [ 30 ]   |

## Riksdagens sammansättning
| 8 september 2020 t.o.m. 31 juli 2021                    | 8 september 2020 t.o.m. 31 juli 2021                    | 8 september 2020 t.o.m. 31 juli 2021                    | 8 september 2020 t.o.m. 31 juli 2021                    | fr.o.m. 1 augusti 2021                                  | fr.o.m. 1 augusti 2021                                  | fr.o.m. 1 augusti 2021                                  | fr.o.m. 1 augusti 2021                                  |
| ------------------------------------------------------- | ------------------------------------------------------- | ------------------------------------------------------- | ------------------------------------------------------- | ------------------------------------------------------- | ------------------------------------------------------- | ------------------------------------------------------- | ------------------------------------------------------- |
| En schematisk bild över mandatfördelningen i riksdagen. | En schematisk bild över mandatfördelningen i riksdagen. | En schematisk bild över mandatfördelningen i riksdagen. | En schematisk bild över mandatfördelningen i riksdagen. | En schematisk bild över mandatfördelningen i riksdagen. | En schematisk bild över mandatfördelningen i riksdagen. | En schematisk bild över mandatfördelningen i riksdagen. | En schematisk bild över mandatfördelningen i riksdagen. |
| F                                                       | Parti                                                   | PB                                                      | Mandat                                                  | F                                                       | Parti                                                   | PB                                                      | Mandat                                                  |
|                                                         | Socialdemokraterna                                      | S                                                       | 100                                                     |                                                         | Socialdemokraterna                                      | S                                                       | 100                                                     |
|                                                         | Moderaterna                                             | M                                                       | 70                                                      |                                                         | Moderaterna                                             | M                                                       | 70                                                      |
|                                                         | Sverigedemokraterna                                     | SD                                                      | 62                                                      |                                                         | Sverigedemokraterna                                     | SD                                                      | 62                                                      |
|                                                         | Centerpartiet                                           | C                                                       | 31                                                      |                                                         | Centerpartiet                                           | C                                                       | 31                                                      |
|                                                         | Vänsterpartiet                                          | V                                                       | 27                                                      |                                                         | Vänsterpartiet                                          | V                                                       | 27                                                      |
|                                                         | Kristdemokraterna                                       | KD                                                      | 22                                                      |                                                         | Kristdemokraterna                                       | KD                                                      | 22                                                      |
|                                                         | Liberalerna                                             | L                                                       | 19                                                      |                                                         | Liberalerna                                             | L                                                       | 20                                                      |
|                                                         | Miljöpartiet                                            | MP                                                      | 16                                                      |                                                         | Miljöpartiet                                            | MP                                                      | 16                                                      |
|                                                         | utan partibeteckning                                    | –                                                       | 2                                                       |                                                         | utan partibeteckning                                    | –                                                       | 1                                                       |
|                                                         | Totalt                                                  | Totalt                                                  | 349                                                     |                                                         | Totalt                                                  | Totalt                                                  | 349                                                     |

## Nyckelpersoner i riksdagen och partierna

### Talmanspresidiet
| Talman             | Första vice talman | Andra vice talman           | Tredje vice talman   |
| Andreas Norlén (M) | Åsa Lindestam (S)  | Lotta Johnsson Fornarve (V) | Kerstin Lundgren (C) |
| ------------------ | ------------------ | --------------------------- | -------------------- |

### Partiledare
- S: Magdalena Andersson (efterträdde Stefan Löfven 4 november 2021[31])
- M: Ulf Kristersson
- SD: Jimmie Åkesson
- C: Annie Lööf
- V: Nooshi Dadgostar (efterträdde Jonas Sjöstedt den 31 oktober 2020[32])
- KD: Ebba Busch
- L: Nyamko Sabuni (ej invald i riksdagen, Johan Pehrson företräder L i riksdagens partiledardebatter)
- MP: Märta Stenevi (språkrör, ej invald i riksdagen - efterträdde Isabella Lövin den 31 januari 2021) och Per Bolund (språkrör)

### Partiernas gruppledare i riksdagen
- S: Annelie Karlsson[33]
- M: Tobias Billström[34]
- SD: Henrik Vinge[35]
- C: Anders W. Jonsson[36]
- V: Maj Karlsson[37]
- KD: Andreas Carlson[38]
- L: Johan Pehrson[39]
- MP: Annika Hirvonen[40]